# Corps des Volontaires françaises
Corps féminin de la France libre
Pour les articles homonymes, voir CVF.
Le Corps des Volontaires françaises (CVF) est créé le 7 novembre 1940, à Londres, avec une première unité militaire du « Corps féminin des Volontaires françaises » auprès de la France Libre, ou « Corps féminin de la France libre », composée de soixante-dix femmes au départ, avec à sa tête Simonne Mathieu, puis Hélène Terré qui commande 126 engagées.

## Contexte et création
Surtout motivée en 1940 par la pression exercée par les réfugiées françaises désireuses de prendre les armes sur le sol anglais après l'appel du général de Gaulle, la création du CVF est l'aboutissement d'un processus d'intégration des femmes aux armées françaises ayant débuté dès l’entrée en guerre.
Jusqu’à la création de ce corps féminin, les femmes n'ont jamais disposé dans l'histoire française de statut militaire, même durant la Première Guerre mondiale, où elles sont pourtant près de 200 000 engagées dans le conflit. La hiérarchie militaire redoute effectivement une atteinte à l'organisation sociale et à la virilité du guerrier. Pourtant les choses semblent évoluer de ce point de vue dans d'autres pays européens. Ainsi, on relève que l’armée russe comprend, entre autres, des bataillons d'aviatrices, de même que les Anglais possèdent des corps féminins tels que les ATS (Auxiliary Territorial Service), WAAF (Women's Auxiliary Air Force), les WNRS (Women's Royal Naval Service), etc. Les ATS, notamment, recrutent en 1939 19 000 femmes, bien que beaucoup ne soient pas incorporées à l’armée.
Des femmes commencent à partir au front en 1939, employées le plus souvent comme conductrices ambulancières, grâce à un statut décrété en juillet 1938 prévoyant leur possible mobilisation pour remplacer les hommes à certaines fonctions essentielles. Le souhait de plus en plus fort de certaines femmes de participer aux combats entraîne la ratification d'un second décret, en janvier 1940, mettant en place un statut de volontaire civile travaillant pour l'armée. La Croix-Rouge apporte donc son aide au service sanitaire des armées, en déficit de moyens, ce qui conduit à la création des SSA (Sections sanitaires automobiles féminines), dirigé par Edmée Nicole. Les membres des SSA doivent ainsi obéir à la hiérarchie militaire et porter un uniforme, bien qu'elles n'aient pas le droit d'obtenir de grades. Les SSA sont globalement issues de classes sociales aisées. Certaines, comme Hélène Terré, confesse plus tard : « si vous pouviez seulement vous rendre compte du courage qu'il me fallait pour me trouver ainsi vêtue dans les rues de Paris », illustrant le mépris de l'époque de la société concernant les femmes en uniforme.
Le statut des femmes dans l’armée évolue encore avec une série d'instructions précisant leur condition, prises du 21 mai au 8 juin 1940, les autorisant entre autres au port d'un insigne. La question de la féminisation des grades commence à se poser. C'est après ces derniers actes que se séparent les gouvernements français, à la suite de l'armistice : Vichy en zone libre française et la France libre sur le sol anglais. Pour ce qui est de Vichy, les femmes sont totalement démilitarisées.
En juillet 1940, Rachel Ford, ancienne SSA s’étant réfugiée en Angleterre, se voit confier l'organisation d'un « corps auxiliaire féminin », pour l'heure assez abstrait, mais qui montre une volonté de la France libre d’intégrer les femmes aux armées, surtout en raison du manque d'effectifs masculins. Mais au 14 juillet 1940, à la vision des soldats français défilant dans Londres, la pression des femmes volontaires désirant participer au combat et soutenir De Gaulle rend inéluctable la création d'une unité féminine, d'autant que celui-ci craint à l'époque que les femmes françaises ne s'engagent dans les ATS.
C'est ainsi que, le 7 novembre 1940, l'accord concernant la création du Corps féminin est signé. Ses modalités précises sont scellées le 4 octobre par un mémorandum.
Le 16 décembre 1941, un décret dispose que ce corps est une « formation militaire auxiliaire féminine » :

« L’objectif du CVF est de remplacer tous les hommes aptes au combat par des femmes dans des emplois qu’elles peuvent exercer… sans « dénaturer » le sexe féminin. La femme combattante n’existe pas encore… Si la loi Paul-Boncour a ouvert les portes de l’armée aux femmes, elle ne leur donne pas pour autant accès à la sphère du combat et au maniement des armes qui restent l’apanage des hommes. »

Cela ne les empêche toutefois pas d'être confrontées au feu, comme en témoigne la mort de Moune Malaroche, tuée lors de la bataille d'Angleterre dans la nuit du 16 au 17 avril 1941, alors qu'elle effectue une mission de surveillance des toits. Elle est décorée à titre posthume de la croix de guerre avec palmes de bronze,.

## Effectifs
La France Libre étant subventionnée à crédit par le War Office, l'effectif maximal ne peut, à la genèse du Corps féminin, être porté qu'à 100 volontaires. Ce dernier est atteint en janvier 1941, avec 28 femmes incorporées ce même mois, succédant à 76 fin 1940. Le recrutement subit une grosse perte de dynamisme dans les mois suivants, avec seulement 32 volontaires entre février et août 1941. L'autorisation est pourtant donnée en avril à la France libre de porter l'effectif maximal à 200 volontaires, puis à 500 en décembre. En 1942, les effectifs plafonnent à 147 recrues, à l'image du reste de la France libre, qui traverse à cet instant un déficit de nouvelles ressources humaines. Mais après l'annexion de la zone sud de la France par les Allemands en novembre 1942, les candidates affluent de toutes parts et l'effectif du CVF atteint les 430 volontaires fin juillet 1943.

## Organisation et statut
À sa création, le CVF est confié aux ordres de Simonne Mathieu, ancienne joueuse de tennis de haut niveau, à qui l'on attribue un grade d'officier. Simonne Mathieu reste un an aux commandes de cette légion féminine, avant d’être remplacée par Hélène Terré. Cette dernière arrive le 17 septembre sur le sol britannique comme adjointe à la commandante des SSA et connaît un long séjour en prison pour suspicion d'espionnage pour le compte de Vichy. Elle gravit ensuite les échelons au sein de la France libre dès sa sortie le 12 décembre 1940, pour finalement décrocher la direction du CVF le 1er novembre 1941, conservant son poste jusqu’à la fin de la guerre. Le CVF dénombre sept officiers en 1943 ainsi que neuf sous-officiers. Les caporales sont les plus hautes gradées des volontaires du rang, suivies des volontaires de première et seconde classe, et c'est leur grade qui attisera le plus de convoitises parmi les subordonnées.
À l'automne 1941, De Gaulle étant en Afrique, c'est l'amiral Muselier qui prend la tête de la France libre. Le Commissariat national a la guerre est créé, dirigé par le général Legentilhomme. Les forces terrestres en Grande Bretagne lui sont subordonnées, placées sous les ordres du lieutenant-colonel Renouard. Ce dernier dirige toutes les unités stationnées sur le sol anglais, dont le CVF. Hélène Terré ne pourra par ailleurs que se féliciter de ses relations avec lui, bien que les officiers supérieurs masculins n’entretiennent que de rares relations avec les Volontaires et leur semblent être un monde lointain.
Le CVF est par ailleurs découpé en trois unités, une par arme (terre, air, mer). Cette distinction est d'autant plus forte pour la section air, dont les membres, au nombre de 51 en 1943, se dénomment les « filles de l'air ». En 1941, les filles de l'air, suivies par la section marine, vont demander la création de 3 unités féminines, dont deux affiliées respectivement aux FAFL (Forces aériennes françaises libres) et aux FNFL (Forces navales françaises libres), sur le model des WAAF et WNRS. La demande, rejetée par le trésor britannique, n'aboutit pas, mais illustre une certaine division au sein du CVF selon ces catégories. Mais plus tard, le 26 avril 1944, les AFAT (Auxiliaires féminines de l'Armée de terre, qu’Hélène Terré commanda), AFA (Aviation) et AFM (Marine) sont créés, regroupant à la fin de la guerre plus de 13 000 femmes.
La caserne du CVF, quant à elle, est tout d'abord située dans un hôtel de Hill Street prêté par la famille Rothschild, où les premières volontaires arrivent le 13 décembre 1940. Cette maison leur paraît « sombre et froide » et demande un certain temps avant d'être aménagée et vivable. Une petite maison de Seymour Place est annexée, où logeront une vingtaine de volontaires dans une ambiance plus « intime ». En avril 1941, la caserne principale est détruite et les Volontaires doivent temporairement trouver refuge aux bains turcs du Dorchester, avant d'être dispersées dans Londres jusqu'à l'ouverture de la seconde caserne. Baptisée Moncorvo House, cette grande demeure de briques rouges se situe dans le quartier d'Ennismore Gardens. Le caractère féminin des Volontaires s'y imprime très tôt, avec un hall largement décoré et un aménagement tout particulier et très agréable, adapté à la réception d'invités. On y trouve toutes les commodités ainsi qu'un standard téléphonique, une aubette, des locaux de direction, d’administration et un foyer. Moncorvo se distingue en outre des casernes ATS, plus austères.
La journée à Moncorvo débute par le lever à 6 h 00, suivi de l'appel  puis, deux fois par semaine, d'un Drill, un exercice de marche dans les rues de Londres. S'ensuivent la toilette, puis le petit déjeuner, dont la composition est définie par le règlement. Plusieurs volontaires ont à ce propos témoigné de la qualité de la nourriture proposée. Bien qu'elles aient beaucoup de temps libre, les Volontaires ont cependant un emploi pour le compte de la France libre en dehors de Moncorvo, où elles déjeunent majoritairement. Le soir, le coucher est fixé a 22 heures, après un dîner a 19 h 30.

## Des femmes dans l’armée
La transition du nom de « Corps féminin » à « Corps des Volontaires françaises » est menée par Hélène Terré dès son arrivée au commandement du Corps, le nom précédent se prêtant trop facilement aux railleries des homologues masculins. Le CVF est peut être un corps de femmes, mais la discipline propre aux armées y est de rigueur. Ainsi, les Volontaires se soumettent aux cérémonies, aux inspections, ainsi qu'à un règlement sévère détaillant les sanctions appliquées pour chaque délit commis et qui s'appliquent en jours de consigne (de 2 à 15). On notera que la première inspection du CVF par De Gaulle tourna au fiasco, avec des volontaires en retard, portant mal l'uniforme ou tenant des propos indécents en cette circonstance. Le CVF participe tout de même au défilé du 14 juillet 1941, provoquant une certaine extase chez les Volontaires, progressant aux côtés des commandos et des représentants de chaque arme.
Les Volontaires, selon plusieurs témoignages, ne se comportent cependant absolument pas comme les militaires masculins. Parmi le règlement figurent, par exemple, des sanctions pour port non conforme de la tenue ou pour retard à l'appel, chose souvent bravées, illustrant, selon les Volontaires, la coquetterie inaliénable des femmes françaises. Leur camaraderie est également d'un autre genre. Tereska Torres né Swarc affirme de plus dans ses Souvenirs : « Il y a chez nous très peu d'esprit de camaraderie [...]. Dans cette maison où chacune prise à part est pourtant une bonne fille, dans la vie commune, ce sont de véritables pestes ».
Le regard du monde extérieur est cependant principalement très positif sur le CVF. Ce dernier est par exemple employé a des fins de propagande pour la France libre, présenté comme mobilisant toutes ses ressources et étant actrice de la victoire. Une organisation, les Friends of the Free French Forces (FFFF), s'organise par ailleurs à Londres pour héberger les soldats français en permission, dont beaucoup de Volontaires feront l’expérience.
Le CVF s'impose en outre comme un repaire de femmes de tous horizons. Sont présentes des femmes espagnoles, portugaises, brésiliennes, d’Afrique occidentale française, haïtiennes,, etc. Deux Volontaires se sont notamment faites remarquer, arrivant de Nouvelle-Calédonie en juillet 1941. Elles symbolisent alors l'engagement des colonies dans le combat pour la France. Et au delà de l'aspect géographique, la France Libre, et a fortiori le CVF, regroupe des volontaires de toutes opinions politiques et de toutes classes sociales.
N’étant pas destinées à des postes de combat direct, les VF ne reçoivent qu'une maigre formation militaire. Elles s’entraînent cependant au tir et manient les armes lors de leur formation militaire au camp de Camberley, acte qu'elles n'auront pour la grande majorité plus l'occasion de faire. Faute de moyens dédiés, elles partagent également le centre de formation des ATS au camp de Bornemouth. L'engagement est conclu pour toute la durée de la guerre plus trois mois, et le port d'un insigne distinctif permet de les différencier de leurs homologues anglaises, puisque toutes portent l'uniforme anglais. Leur solde, reçue chaque mois, est calquée sur celle des ATS.

## Service
Les emplois des volontaires au sein de la France Libre sont très divers. Les travaux les plus pratiques sont ceux d'administration (secrétaire, dactylographe, cuisinière, courrière, etc), ainsi que ceux d’infirmière, de plantons et de chauffeuse, voire de pilotes d'avions de liaison. Plusieurs sont également « roofspotter », et surveillent le ciel pour prévenir les bombardements allemands. On notera qu'une concurrence existe entre les volontaires militaires du CVF et celles, civiles, qui souvent les méprisent. Une militaire est en effet souvent moins qualifiée et est prise par ses obligations militaires.
Mais si la majorité des Volontaires restent travailler pour la France libre a Londres, certaines peuvent partir en opération à l’étranger. Dans ce cas, Janine Sereulles accompagne par exemple des officiers en tant que conductrice au Débarquement en juillet 1944 et manque de perdre la vie, écrasée par un char à la bataille de Saint-Lô. D'autres conductrices font également preuve de bravoure sous les bombardements de Normandie, se faisant parfois blesser par balle. Mais la Volontaire la plus connue à ce sujet est sans doute Jeanne Bohec, ayant été parachutée dans le Morbihan en février 1944 en tant que formatrice en sabotage.
D'autres encore sont envoyées aux États-Unis, entre autres pour une mission de représentation et de recrutement pour le compte de la France libre.
Malgré tout, plusieurs d'entre elles décident de quitter le CVF à cause de la sédentarité des taches proposées. Raymonde Jore, notamment, demande son retour sur le front pacifique car elle se « trouve inutile » en Angleterre alors que la guerre s’étend chez elle.

## Volontaires connues
Certaines de ces volontaires, appelées les « demoiselles de Gaulle », s'illustrent particulièrement, comme Tereska Torrès. Aussi, Alla Dumesnil dirige l'école du Corps féminin des transmissions (CFT), créé en décembre 1942 par le colonel Merlin, où elle encadre notamment Joséphine Baker.
Marie Hackin, épouse de l'archéologue Joseph Hackin, rejoint Londres avec lui en 1940 et devient l'adjointe du lieutenant Mathieu. Elle meurt avec lui le 24 février 1941 lors d'une mission, alors que le cargo sur lequel ils avaient pris place est torpillé,.
Jeanne Bohec rejoint l'Angleterre à vingt-et-un ans. Aide-chimiste de métier, elle s'engage le 6 janvier 1941. Elle est caporale au sein du CVF et contacte fin août 1943 le BCRA pour manifester son désir de retourner en France et faire valoir ses compétences de chimiste. Après un entraînement intensif (saut en parachute, brouillage de pistes et déchiffrage de télégrammes), elle est nommée sous-lieutenant, et parachutée en France où elle devient la première instructrice en sabotage. Elle est surnommée « la plastiqueuse à bicyclette »,.
Franco-Américaine, sœur de la championne de golf Lally Segard et cousine de la résistante cannoise Hélène Vagliano, Sonia Vagliano-Eloy est arrêtée lors de la manifestation du 11 novembre 1940. Elle part aux États-Unis puis s'installe à Londres en 1942. Scolarisée à l'École d'officiers de liaison, elle suit aussi une formation militaire et devient sous-lieutenant. Elle compte parmi les premiers officiers français admis au Civils Affairs Stage College de Wimbledon. On l'affecte à la Mission militaire de liaison administrative et elle s'occupe des camps de réfugiés, suivant les armées alliées à mesure qu'elles libèrent la France. Avec ses collègues, elle crée des postes de secours. Elle s'implique d'abord dans le Nord du pays, en Belgique puis en Allemagne, aidant notamment les anciens déportés de Buchenwald. Revenant sur cette histoire, elle a écrit le livre Les demoiselles de Gaulle : 1943-1945 (1982).
Josiane Somers, née en 1924, triche sur son âge pour s'engager au Corps des Volontaires et être sélectionnée comme opératrice radio. Parachutée à 19 ans, elle est la plus jeune agent envoyée en France par le SOE.
On peut ajouter Ève Curie, fille de Pierre et Marie Curie, s’étant illustrée dans le domaine littéraire avant de partir à travers le monde au début de la guerre, rejoignant tantôt le front russe, tantôt le front africain, tantôt les États-Unis. Elle s'engage dans le CVF en 1943.
Simonne Mathieu est également connue par ses exploits en tennis de haut niveau, tout comme l'archéologue Marie Hackin.
Renée Davelly (1902-1977), titulaire de la Médaille de la Résistance française, s'engage dans la France libre dès 1940, est active au Proche-Orient.

## Après la guerre
Les AFAT sont remplacées en 1946 par le Personnel féminin de l’Armée de terre.
Plusieurs Volontaires sont décorées. Beaucoup cherchent ensuite à renouer des liens avec d'anciennes camarades du CVF.